# Pitalito
Pitalito, in passato El Valle de Laboyos e poi San Juan de Laboyos, è un comune della Colombia facente parte del dipartimento di Huila.
Il centro abitato venne fondato da Jose Hilario Sierra nel 1818.